# Salient Rock
Der Salient Rock (englisch, spanisch Roca Saliente, jeweils sinngemäß übersetzt „hervorstechender Felsen“) ist ein Klippenfelsen im Archipel der Südlichen Shetlandinseln. Er ist der äußerste einer Reihe von Felsen, die um das nordöstliche Ende von Robert Island liegen und sich in die Nelson Strait erstrecken.
Ihr spanischer Name ist erstmals auf einer chilenischen Landkarte aus dem Jahr 1951 verzeichnet. Das UK Antarctic Place-Names Committee übertrug diese Benennung 1964 ins Englische.